# 贝尔纳·德勃雷
贝尔纳·德勃雷（法語：Bernard Debré，1944年9月30日—2020年9月13日）是一位法国泌尿学家和政治家，法国前总理米歇尔·德勃雷之子。